# Loreta
Loreta ist ein litauischer weiblicher Vorname (und italienischer Nachname), abgeleitet von Loretta. 

## Personen
- Loreta Asanavičiūtė (1967–1991), Todesopfer der Demonstrationen für die Freiheit und Unabhängigkeit Litauens
- Loreta  Graužinienė (*  1963), Wirtschaftsprüferin und ehemalige Politikerin, Vorsitzende des Seimas
- Loreta Maskaliovienė (*  1972), Politikerin, Vizeministerin der Finanzen
- Loreta Kullashi (* 1999), in Finnland geborene schwedische Fußballnationalspielerin kosovo-albanischer Abstammung